# Västgöta-Demokraten
Västgöta-Demokraten var en dagstidning i Borås, som utkom mellan 1926 och 1986. Den efterföljdes av veckotidningen VD, som i sin tur lades ner 1990. Tidningen var socialdemokratisk och tillhörde A-pressen. Tidningen var en eftermiddagstidning fram till 1968, då den övergick till att vara morgontidning. De tre första åren var den en tredagarstidning, men den kom från 1930 ut med sex nummer per vecka fram till 1949, då den blev sjudagarstidning. År 1958 återgick tidningen till sexdagarsutgivning, vilket behölls till nedläggningen. År 1967 tryckte Västgötademokratens tryckeri reklambroschyrer från ett svenskt företag i pornografibranschen som företaget sedan av misstag distribuerade till präster i Storbritannien. Händelsen ledde till att Sveriges ambassad i Storbritannien fick skriva urskuldande brev till de drabbade.

## Medarbetare i urval
- Gösta Elfving, chefredaktör 1940–1944
- Bo Präntare, chefredaktör 1961–1964
- Ebbe Carlsson, chefredaktör 1977–1979
- Stig Hadenius, chefredaktör 1980–1983[3]
- Elisabet Höglund, allmänreporter 1970–1977